# Constantin Kindt
Carl August Constantin Kindt (* 26. Mai 1822 in Eutin; † 24. Oktober 1890 in Oldenburg (Oldb)) war ein deutscher Jurist und Parlamentarier.

## Leben
Constantin Kindt studierte Rechtswissenschaften an der Ruprecht-Karls-Universität Heidelberg und der Georg-August-Universität Göttingen. 1842 wurde er Mitglied des Corps Guestphalia Heidelberg. In Göttingen schloss er sich 1845 dem Corps Guestphalia und 1846 dem Corps Lunaburgia an. Nach dem Studium wurde er Amtsassessor und in der Folge Obergerichtsrat in Birkenfeld. Zuletzt lebte er als Obergerichtsrat z. D. in Oldenburg (Oldenburg).
Von 1857 bis 1860 gehörte Kindt dem Oldenburgischen Landtag an.